# Ernst-Günther Baade
Ernst-Günther Baade (20 d'agost de 1897 - 8 de maig de 1945) va ser un general alemany durant la Segona Guerra Mundial. Va rebre la Creu de Cavaller de la Creu de Ferro amb fulles de roure i espases de l'Alemanya nazi. Baade va resultar ferit en acció i va morir a causa de les seves ferides el 8 de maig de 1945.

## Biografia

### Primera Guerra Mundial
Ernst-Günther Baade es va oferir voluntari per al servei militar el 1914 a l'edat de disset anys i es va unir al 9è Ulanenregiment (cavalleria lleugera). Baade es va distingir en el combat al front oriental i va ser escollit per a la formació de candidats a oficials. Va ser ascendit a Tinent l'agost de 1916. El 1918 va ser traslladat al Front Occidental on va resultar ferit en un atac amb gas.

### Segona guerra mundial
El 6 de març de 1942, Baade va ser assignat com a oficial de reserva actiu (Führer-Reserve). Aleshores va ser transferit a la 15a Divisió Panzer al nord d'Àfrica i va prendre el comandament del 115è Regiment d'Infanteria el 15 d'abril de 1942
L'Oberst Baade es va distingir el 27 de maig de 1942 pel seu comandament i la seva presa de decisions, en controlar un atac blindat a la rereguarda de la 15a Divisió Panzer. Un batalló del regiment sota el seu comandament va aconseguir infiltrar-se durant la batalla de Bir Hakeim l'endemà, derrotant els oponents britànics després de 24 hores de ferotge lluita. L'Oberst Baade rep la Creu de Cavaller de la Creu de Ferro per aquestes accions.
Va ser ferit de nou el 28 de juliol de 1942 a El-Alamein quan la seva posició va ser colpejada per foc d'artilleria, després va ser evacuat a Roma i després a Alemanya per un període de convalescència.
L'Oberst Baade es va fer responsable de la defensa de l'estret de Messina durant l'exitosa evacuació de les forces alemanyes de Sicília al continent italià a principis d'agost de 1943.
Ascendit al rang de Generalmajor, Baade va assumir el comandament de la 90a Divisió d'Infanteria durant la batalla de Montecassino. Era conegut pel seu comportament de vegades excèntric, amb un estat major reduit, les seves freqüents visites d'inspecció al front, que el va fer popular entre les seves tropes. És un dels pocs oficials generals que obté la insígnia de destrucció de tancs per destruir sol un tanc enemic amb una arma d'infanteria. Després de la retirada al nord d'Itàlia, Baade dispara i mata a un oficial de les SS que intenta donar-li una ordre, fet que l'obliga a amagar-se breument.
Baade va ser ferit al coll i a la cama per un projectil de fòsfor el 24 d'abril de 1945, quan el seu Kübelwagen va ser ametrallat per un avió de caça britànic prop de Neverstaven a Holstein. Baade va ser traslladat a un hospital de Bad Segeberg, on va sucumbir a una gangrena el 8 de maig de 1945, l'últim dia de la guerra a Europa.